# Ле Маскере (Фиренца)
Ле Маскере је насеље у Италији у округу Фиренца, региону Тоскана.
Према процени из 2011. у насељу је живело 89 становника. Насеље се налази на надморској висини од 336 м.